# Жордан I (князь Капуи)
Жордан I (умер в 1091) — шестой граф Аверсы и второй князь Капуи из дома Дренго (с 1078 года). Старший сын Ричарда I Капуанского и Фрессенды, сестры Роберта Гвискара.

## Биография
В 1078 году Жордан вместе со своим кузеном Робертом из Лорителло участвовал в набеге на Абруцци, составлявший часть Папской области, в то время как Ричард I и Роберт Гвискар осаждали Неаполь. 3 марта 1078 года папа Григорий VII отлучил всех указанных норманнских вождей от Церкви. Через несколько недель Ричард I внезапно умер, едва успев примириться с папой.
Поражённый судьбой отца, Жордан I спешно вывел войска из Абруцци, велел снять осаду с Неаполя и прибыл в Рим для принесения вассальной присяги Григорию VII. После примирения с папой Жордан I, исполняя свой вассальный долг, начал войну против своего дяди Роберта Гвискара, всё ещё отлучённого от Церкви. В 1080 году папа простил Роберта Гвискара и принял от него вассальную присягу в Чепрано, после чего Жордан примирился с дядей.
В 1081 году Жордан I под влиянием своего советника Дезидерия, аббата Монте-Кассино, вступил в соглашение с Генрихом IV, главным противником папы, и получил от императора подтверждение своего княжеского титула. В последовавшем противостоянии папы и императора Жордан не принимал участия, предав равным образом и папу, и императора, в верности которым клялся ранее. Конфликт был разрешён в конечном итоге Робертом Гвискаром, спасшим Григория VII из Сан-Анджело и сжёгшего Рим.
После смерти Григория VII Жордан вновь стал верным вассалом папы — Виктора III, в прошлом своего советника Дезидерия из Монте-Кассино. Жордан убедил Дезидерия, не желавшего для себя высокой чести, принять папскую власть, а впоследствии совместно с Матильдой Тосканской водворил Виктора III в Риме.
В междоусобной войне между Боэмундом и Рожером Борсой, начавшейся после смерти их отца Роберта Гвискара (1085 год), Жордан держал сторону Боэмунда. При помощи капуанских войск Боэмунд смог отвоевать себе часть отцовских владений, из которых было образовано княжество Таранто (1088).
Жордан I умер в городке Пиперна, недалеко от Террачины, в ноябре 1091 года и был похоронен в Монте-Кассино.

## Семья
Жордан был женат на Гаительгриме, дочери Гвемара IV Салернского. Его три сына Ричард II, Роберт I и Жордан II последовательно сменялись на троне Капуи.